# 고틀란드급 잠수함
고틀란드급 잠수함은 세계 최초의 AIP 잠수함이다. 스웨덴 코쿰사가 스터링엔진 방식의 AIP 기관을 탑재하여 1995년에 1번함인 고틀란드함을 진수하였다. AIP는 디젤 잠수함을 수중에서 수일에서 한 달 가까이 작전할 수 있게 하는 추진기관이다. 이러한 오랜 잠수 능력은 예전에는 원자력 추진 잠수함만 가능했다.

## 유닛
| 함명        | 용골설치         | 진수            | 취역   | 운영                        | 상태    |
| ----------- | ---------------- | --------------- | ------ | --------------------------- | ------- |
| HMS Gotland | 1992년 10월 10일 | 1995년 2월 2일  | 1996년 | 스웨덴 해군 제1 잠수함 함대 | 운용 중 |
| HMS Uppland | 1994년 1월 14일  | 1995년 2월 8일  | 1996년 | 스웨덴 해군 제1 잠수함 함대 | 운용 중 |
| HMS Halland | 1994년 10월 21일 | 1996년 9월 27일 | 1996년 | 스웨덴 해군 제1 잠수함 함대 | 운용 중 |

## 미국 해군에 리스
2004년, 스웨덴 정부는 미국에 고틀란드함을 리스하였다. 스웨덴기를 달았으며, 스웨덴군이 지휘하고 조작했다. 1년간 대잠전 훈련에 리스되었다. 2004년 10월 이러한 요청을 받았으며, 2005년 3월 21일 양국 해군은 양해각서에 서명하였다. 리스는 2006년에 12개월간 연장되었다.
2007년 7월 고틀란드함은 샌디애고를 떠났다.

## 갤러리

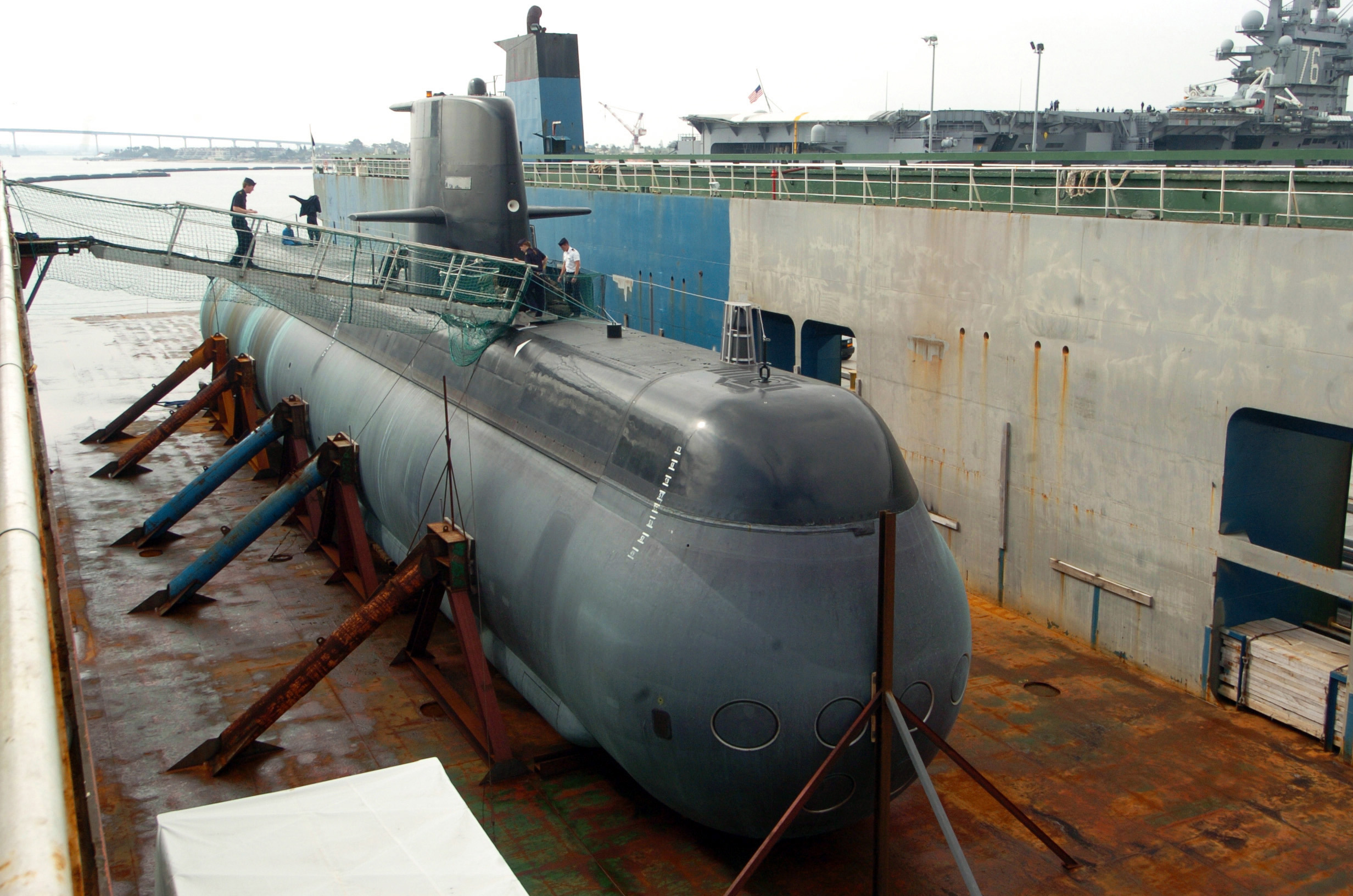
샌디에고의 고틀란드함
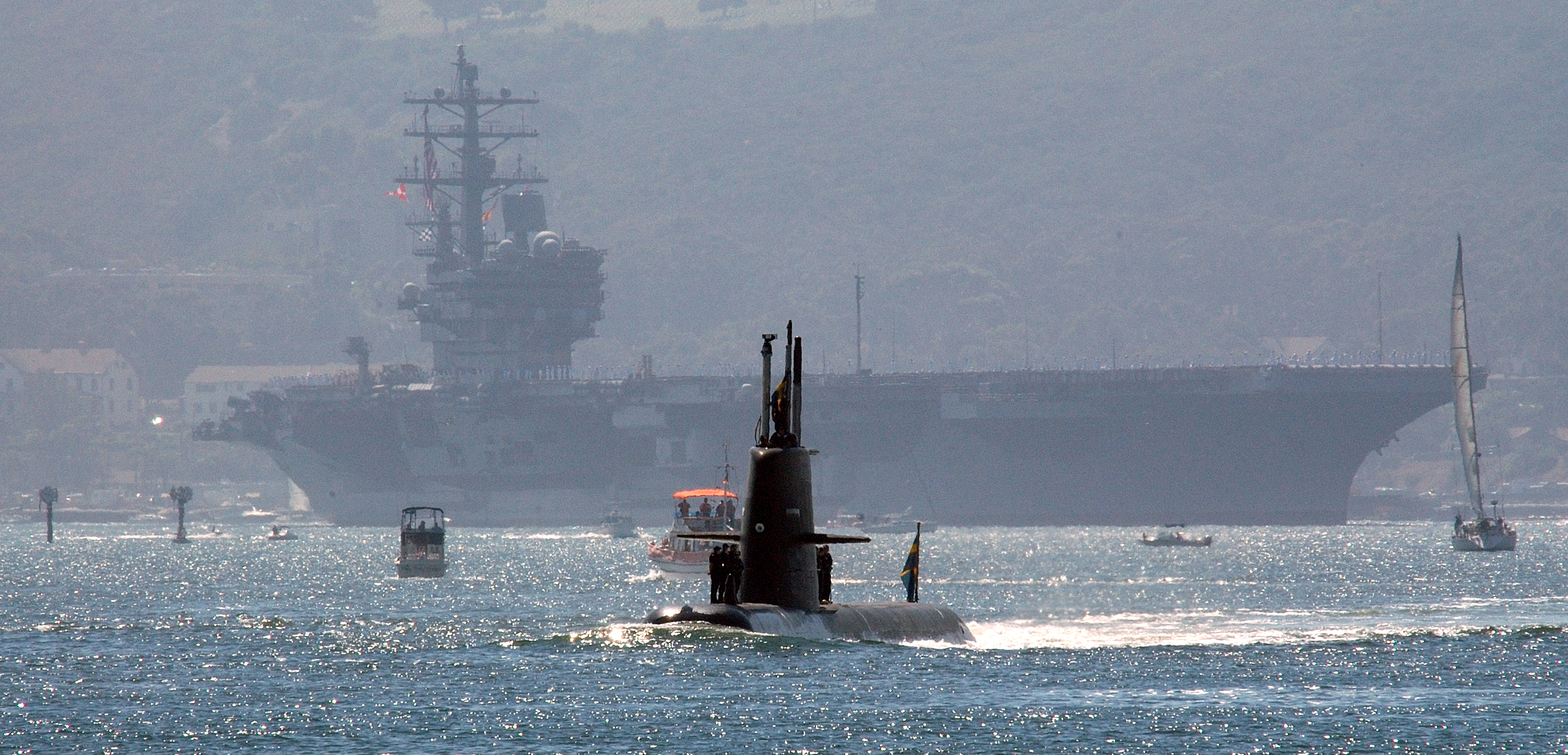
샌디에고의 로널드 레이건 항공모함과 함께 있는 고틀란드함

## 같이 보기
- 고틀란드급 잠수함 - 세계 최초, 스웨덴 최초의 AIP 잠수함
- 손원일급 잠수함 - 동아시아 최초, 대한민국 최초의 AIP 잠수함
- 소류급 잠수함 - 동아시아 2번째, 일본 최초의 AIP 잠수함
- 상트페테르부르크급 잠수함 - 동아시아 3번째, 러시아 최초의 AIP 잠수함